# Lista över fornlämningar i Gotlands kommun (Burs)
Lista över fornlämningar i Gotlands kommun (Burs) är en förteckning av ett urval av de fornlämningar som finns i Burs i Gotlands kommun.
| Namn                     | Lämningstyp                      | Tillkomsttid | Historisk indelning | Plats | Läge                 | ID-nr          | Bild                                      |
| ------------------------ | -------------------------------- | ------------ | ------------------- | ----- | -------------------- | -------------- | ----------------------------------------- |
| Burs 1:1                 | Gravfält                         |              | Burs, Gotland       |       | 57.228601, 18.539832 | 10090400010001 | Ladda upp en bild av detta fornminne      |
| Burs 3:1                 | Stensättning                     |              | Burs, Gotland       |       | 57.222327, 18.555036 | 10090400030001 | Ladda upp en bild av detta fornminne      |
| Burs 4:1                 | Gravfält                         |              | Burs, Gotland       |       | 57.221216, 18.556326 | 10090400040001 | Ladda upp en bild av detta fornminne      |
| Burs 5:1                 | Stenkrets                        |              | Burs, Gotland       |       | 57.226859, 18.555103 | 10090400050001 | Ladda upp en bild av detta fornminne      |
| Burs 6:1                 | Stenkrets                        |              | Burs, Gotland       |       | 57.225422, 18.545587 | 10090400060001 | Ladda upp en bild av detta fornminne      |
| Burs 6:2                 | Stenkrets                        |              | Burs, Gotland       |       | 57.225420, 18.545685 | 10090400060002 | Ladda upp en bild av detta fornminne      |
| Burs 8:1                 | Hög                              |              | Burs, Gotland       |       | 57.227709, 18.549621 | 10090400080001 | Ladda upp en bild av detta fornminne      |
| "Godsbacken" (Burs 9:1)  | Hög                              |              | Burs, Gotland       |       | 57.223108, 18.547069 | 10090400090001 | Ladda upp en bild av detta fornminne      |
| Burs 10:1                | Gravfält                         |              | Burs, Gotland       |       | 57.227360, 18.545160 | 10090400100001 | Ladda upp en bild av detta fornminne      |
| Burs 11:1                | Gravfält                         |              | Burs, Gotland       |       | 57.215932, 18.553726 | 10090400110001 | Ladda upp en bild av detta fornminne      |
| Burs 13:1                | Gravfält                         |              | Burs, Gotland       |       | 57.216841, 18.552408 | 10090400130001 | Ladda upp en bild av detta fornminne      |
| Burs 14:1                | Stensättning                     |              | Burs, Gotland       |       | 57.216761, 18.551803 | 10090400140001 | Ladda upp en bild av detta fornminne      |
| Burs 14:2                | Stensättning                     |              | Burs, Gotland       |       | 57.216633, 18.551707 | 10090400140002 | Ladda upp en bild av detta fornminne      |
| Burs 15:1                | Stensättning                     |              | Burs, Gotland       |       | 57.216164, 18.550761 | 10090400150001 | Ladda upp en bild av detta fornminne      |
| Burs 21:1                | Husgrund, förhistorisk/medeltida |              | Burs, Gotland       |       | 57.212880, 18.549303 | 10090400210001 | Ladda upp en bild av detta fornminne      |
| Burs 21:2                | Husgrund, förhistorisk/medeltida |              | Burs, Gotland       |       | 57.212632, 18.549060 | 10090400210002 | Ladda upp en bild av detta fornminne      |
| Burs 23:1                | Hällristning                     |              | Burs, Gotland       |       | 57.237994, 18.465218 | 11100000000568 | Ladda upp en bild av detta fornminne      |
| Burs 24:1                | Hällristning                     |              | Burs, Gotland       |       | 57.248034, 18.464802 | 11100000000569 | Ladda upp en bild av detta fornminne      |
| Burs 25:1                | Hällristning                     |              | Burs, Gotland       |       | 57.242119, 18.483704 | 11100000000570 | Ladda upp en bild av detta fornminne      |
| Burs 28:1                | Hällristning                     |              | Burs, Gotland       |       | 57.213370, 18.546599 | 10090400280001 | Ladda upp en bild av detta fornminne      |
| Stavers brya (Burs 30:2) | Brunn/kallkälla                  |              | Burs, Gotland       |       | 57.214976, 18.545857 | 10090400300002 | Ladda upp en bild av detta fornminne      |
| Burs 31:1                | Stensättning                     |              | Burs, Gotland       |       | 57.226622, 18.561050 | 10090400310001 | Ladda upp en bild av detta fornminne      |
| Burs 31:2                | Stensättning                     |              | Burs, Gotland       |       | 57.226589, 18.560793 | 10090400310002 | Ladda upp en bild av detta fornminne      |
| Burs 31:3                | Stensättning                     |              | Burs, Gotland       |       | 57.226529, 18.560369 | 10090400310003 | Ladda upp en bild av detta fornminne      |
| Burs 31:4                | Stensättning                     |              | Burs, Gotland       |       | 57.226480, 18.560177 | 10090400310004 | Ladda upp en bild av detta fornminne      |
| Burs 32:1                | Stensättning                     |              | Burs, Gotland       |       | 57.221490, 18.568177 | 10090400320001 | Ladda upp en bild av detta fornminne      |
| Burs 33:1                | Röse                             |              | Burs, Gotland       |       | 57.220894, 18.566743 | 10090400330001 | Ladda upp en bild av detta fornminne      |
| Burs 33:2                | Stensättning                     |              | Burs, Gotland       |       | 57.221030, 18.567045 | 10090400330002 | Ladda upp en bild av detta fornminne      |
| Burs 33:3                | Stensättning                     |              | Burs, Gotland       |       | 57.220729, 18.566403 | 10090400330003 | Ladda upp en bild av detta fornminne      |
| Burs 34:1                | Stensättning                     |              | Burs, Gotland       |       | 57.220366, 18.564814 | 10090400340001 | Ladda upp en bild av detta fornminne      |
| Burs 34:2                | Stensättning                     |              | Burs, Gotland       |       | 57.220570, 18.564986 | 10090400340002 | Ladda upp en bild av detta fornminne      |
| Burs 35:1                | Stensättning                     |              | Burs, Gotland       |       | 57.220761, 18.562307 | 10090400350001 | Ladda upp en bild av detta fornminne      |
| Burs 35:2                | Grav markerad av sten/block      |              | Burs, Gotland       |       | 57.220639, 18.562474 | 10090400350002 | Ladda upp en bild av detta fornminne      |
| Burs 35:3                | Stensättning                     |              | Burs, Gotland       |       | 57.221084, 18.562379 | 10090400350003 | Ladda upp en bild av detta fornminne      |
| Burs 37:1                | Stensättning                     |              | Burs, Gotland       |       | 57.254429, 18.577207 | 10090400370001 | Ladda upp en bild av detta fornminne      |
| Burs 38:1                | Stensättning                     |              | Burs, Gotland       |       | 57.241553, 18.471338 | 10090400380001 | Ladda upp en bild av detta fornminne      |
| Burs 38:2                | Stensättning                     |              | Burs, Gotland       |       | 57.241511, 18.471015 | 10090400380002 | Ladda upp en bild av detta fornminne      |
| Burs 39:1                | Gravfält                         |              | Burs, Gotland       |       | 57.211163, 18.536840 | 10090400390001 | Ladda upp en bild av detta fornminne      |
| Burs 40:1                | Hällristning                     |              | Burs, Gotland       |       | 57.213116, 18.542673 | 11100000000261 | Ladda upp en bild av detta fornminne      |
| Burs 41:1                | Gravfält                         |              | Burs, Gotland       |       | 57.211034, 18.544486 | 10090400410001 | Ladda upp en bild av detta fornminne      |
| Burs 43:1                | Stensättning                     |              | Burs, Gotland       |       | 57.205164, 18.526520 | 10090400430001 | Ladda upp en bild av detta fornminne      |
| Burs 44:1                | Stenkrets                        |              | Burs, Gotland       |       | 57.208821, 18.525810 | 10090400440001 | Ladda upp en bild av detta fornminne      |
| Burs 46:1                | Stensättning                     |              | Burs, Gotland       |       | 57.209213, 18.523220 | 10090400460001 | Ladda upp en bild av detta fornminne      |
| Burs 48:1                | Husgrund, förhistorisk/medeltida |              | Burs, Gotland       |       | 57.212584, 18.528653 | 11000000000304 | Ladda upp en bild av detta fornminne      |
| Burs 49:1                | Stensättning                     |              | Burs, Gotland       |       | 57.198988, 18.528933 | 10090400490001 | Ladda upp en bild av detta fornminne      |
| Burs 49:2                | Stensättning                     |              | Burs, Gotland       |       | 57.199153, 18.528931 | 10090400490002 | Ladda upp en bild av detta fornminne      |
| Burs 50:1                | Gravfält                         |              | Burs, Gotland       |       | 57.198674, 18.526639 | 10090400500001 | Ladda upp en bild av detta fornminne      |
| "Luksrojr" (Burs 51:1)   | Gravfält                         |              | Burs, Gotland       |       | 57.200190, 18.513241 | 10090400510001 | Ladda upp en bild av detta fornminne      |
| Burs 52:1                | Röse                             |              | Burs, Gotland       |       | 57.202446, 18.527506 | 10090400520001 | Ladda upp en bild av detta fornminne      |
| Burs 52:2                | Stensättning                     |              | Burs, Gotland       |       | 57.202602, 18.527221 | 10090400520002 | Ladda upp en bild av detta fornminne      |
| Burs 53:1                | Stensättning                     |              | Burs, Gotland       |       | 57.204412, 18.528339 | 10090400530001 | Ladda upp en bild av detta fornminne      |
| Burs 54:1                | Stensättning                     |              | Burs, Gotland       |       | 57.229691, 18.569317 | 10090400540001 | Ladda upp en bild av detta fornminne      |
| Stavgard (Burs 55:1)     | Husgrund, förhistorisk/medeltida |              | Burs, Gotland       |       | 57.218297, 18.529361 | 10090400550001 | Ladda upp en till bild av detta fornminne |
| Burs 55:2                | Husgrund, förhistorisk/medeltida |              | Burs, Gotland       |       | 57.218189, 18.529815 | 10090400550002 | Ladda upp en bild av detta fornminne      |
| Burs 55:3                | Hög                              |              | Burs, Gotland       |       | 57.218218, 18.528785 | 10090400550003 | Ladda upp en bild av detta fornminne      |
| Burs 56:1                | Stensättning                     |              | Burs, Gotland       |       | 57.225095, 18.538596 | 10090400560001 | Ladda upp en bild av detta fornminne      |
| Burs 56:2                | Stensättning                     |              | Burs, Gotland       |       | 57.225189, 18.538715 | 10090400560002 | Ladda upp en bild av detta fornminne      |
| Burs 56:3                | Stensättning                     |              | Burs, Gotland       |       | 57.225253, 18.538560 | 10090400560003 | Ladda upp en bild av detta fornminne      |
| Burs 57:1                | Stensättning                     |              | Burs, Gotland       |       | 57.225422, 18.537548 | 10090400570001 | Ladda upp en bild av detta fornminne      |
| Burs 58:1                | Husgrund, förhistorisk/medeltida |              | Burs, Gotland       |       | 57.204375, 18.507013 | 11000000000312 | Ladda upp en bild av detta fornminne      |
| Burs 60:1                | Stensättning                     |              | Burs, Gotland       |       | 57.253150, 18.540197 | 10090400600001 | Ladda upp en bild av detta fornminne      |
| Burs 61:1                | Stensättning                     |              | Burs, Gotland       |       | 57.259801, 18.530975 | 10090400610001 | Ladda upp en bild av detta fornminne      |
| Burs 62:1                | Stensättning                     |              | Burs, Gotland       |       | 57.260169, 18.532003 | 10090400620001 | Ladda upp en bild av detta fornminne      |
| Burs 62:2                | Hög                              |              | Burs, Gotland       |       | 57.259996, 18.532456 | 10090400620002 | Ladda upp en bild av detta fornminne      |
| Burs 65:1                | Minnesmärke                      |              | Burs, Gotland       |       | 57.243176, 18.515091 | 10090400650001 | Ladda upp en till bild av detta fornminne |
| Burs 66:1                | Hällristning                     |              | Burs, Gotland       |       | 57.255965, 18.502600 | 11100000000262 | Ladda upp en bild av detta fornminne      |
| Burs 67:1                | Hällristning                     |              | Burs, Gotland       |       | 57.246351, 18.530536 | 11100000000263 | Ladda upp en bild av detta fornminne      |
| Burs 68:1                | Gravfält                         |              | Burs, Gotland       |       | 57.240868, 18.518199 | 10090400680001 | Ladda upp en bild av detta fornminne      |
| Burs 74:1                | Hällristning                     |              | Burs, Gotland       |       | 57.222438, 18.543034 | 11100000000264 | Ladda upp en bild av detta fornminne      |
| Burs 74:2                | Hällristning                     |              | Burs, Gotland       |       | 57.222242, 18.542963 | 11100000000265 | Ladda upp en bild av detta fornminne      |
| Burs 80:1                | Hällristning                     |              | Burs, Gotland       |       | 57.214097, 18.541902 | 11100000000266 | Ladda upp en bild av detta fornminne      |
| Burs 81:1                | Grav markerad av sten/block      |              | Burs, Gotland       |       | 57.124941, 18.324432 | 10090400810001 | Ladda upp en till bild av detta fornminne |
| Burs 82:1                | Hällristning                     |              | Burs, Gotland       |       | 57.211268, 18.538917 | 10090400820001 | Ladda upp en bild av detta fornminne      |
| Burs 83:1                | Husgrund, förhistorisk/medeltida |              | Burs, Gotland       |       | 57.211565, 18.523294 | 10090400830001 | Ladda upp en bild av detta fornminne      |
| Burs 84:2                | Stensättning                     |              | Burs, Gotland       |       | 57.210023, 18.526640 | 10090400840002 | Ladda upp en bild av detta fornminne      |
| Burs 84:3                | Stensättning                     |              | Burs, Gotland       |       | 57.210092, 18.526878 | 10090400840003 | Ladda upp en bild av detta fornminne      |
| Burs 91:1                | Gravfält                         |              | Burs, Gotland       |       | 57.202374, 18.538680 | 10090400910001 | Ladda upp en bild av detta fornminne      |
| Burs 92:1                | Stensättning                     |              | Burs, Gotland       |       | 57.205300, 18.529757 | 10090400920001 | Ladda upp en bild av detta fornminne      |
| Burs 101:1               | Hällristning                     |              | Burs, Gotland       |       | 57.222153, 18.538777 | 11100000000369 | Ladda upp en bild av detta fornminne      |
| Burs 101:2               | Hällristning                     |              | Burs, Gotland       |       | 57.221776, 18.538512 | 11100000000370 | Ladda upp en bild av detta fornminne      |
| Burs 127:1               | Hällristning                     |              | Burs, Gotland       |       | 57.244536, 18.565841 | 11100000000371 | Ladda upp en bild av detta fornminne      |
| Burs 136:3               | Hällristning                     |              | Burs, Gotland       |       | 57.248707, 18.460430 | 11100000000372 | Ladda upp en bild av detta fornminne      |
| Burs 136:4               | Hällristning                     |              | Burs, Gotland       |       | 57.248707, 18.460430 | 11100000000373 | Ladda upp en bild av detta fornminne      |
| Burs 143:1               | Stensättning                     |              | Burs, Gotland       |       | 57.267413, 18.551084 | 10090401430001 | Ladda upp en bild av detta fornminne      |
| Burs 149:1               | Hällristning                     |              | Burs, Gotland       |       | 57.248025, 18.463213 | 11100000000375 | Ladda upp en bild av detta fornminne      |
| Burs 154:1               | Fornborg                         |              | Burs, Gotland       |       | 57.214617, 18.520868 | 10090401540001 | Ladda upp en bild av detta fornminne      |
| Burs 165:1               | Bildristning                     |              | Burs, Gotland       |       | 57.246417, 18.508357 | 10090401650001 | Ladda upp en bild av detta fornminne      |
| Burs 168:1               | Hällristning                     |              | Burs, Gotland       |       | 57.214527, 18.541721 | 11100000000376 | Ladda upp en bild av detta fornminne      |
| Burs 169:1               | Hällristning                     |              | Burs, Gotland       |       | 57.216300, 18.552357 | 11100000000377 | Ladda upp en bild av detta fornminne      |
| Burs 169:2               | Hällristning                     |              | Burs, Gotland       |       | 57.216272, 18.552250 | 11100000000388 | Ladda upp en bild av detta fornminne      |
| Burs 169:3               | Hällristning                     |              | Burs, Gotland       |       | 57.216205, 18.552152 | 11100000000398 | Ladda upp en bild av detta fornminne      |
| Burs 169:4               | Hällristning                     |              | Burs, Gotland       |       | 57.216266, 18.552012 | 11100000000399 | Ladda upp en bild av detta fornminne      |
| Burs 169:5               | Hällristning                     |              | Burs, Gotland       |       | 57.216165, 18.552225 | 11100000000400 | Ladda upp en bild av detta fornminne      |
| Burs 169:6               | Hällristning                     |              | Burs, Gotland       |       | 57.216026, 18.552152 | 11100000000401 | Ladda upp en bild av detta fornminne      |
| Burs 169:7               | Hällristning                     |              | Burs, Gotland       |       | 57.215996, 18.552267 | 11100000000402 | Ladda upp en bild av detta fornminne      |
| Burs 169:8               | Hällristning                     |              | Burs, Gotland       |       | 57.215930, 18.552237 | 11100000000403 | Ladda upp en bild av detta fornminne      |
| Burs 169:9               | Hällristning                     |              | Burs, Gotland       |       | 57.215824, 18.552356 | 11100000000404 | Ladda upp en bild av detta fornminne      |
| Burs 169:10              | Hällristning                     |              | Burs, Gotland       |       | 57.215774, 18.552586 | 11100000000378 | Ladda upp en bild av detta fornminne      |
| Burs 169:11              | Hällristning                     |              | Burs, Gotland       |       | 57.216147, 18.552557 | 11100000000379 | Ladda upp en bild av detta fornminne      |
| Burs 169:12              | Hällristning                     |              | Burs, Gotland       |       | 57.216218, 18.551547 | 11100000000380 | Ladda upp en bild av detta fornminne      |
| Burs 169:13              | Hällristning                     |              | Burs, Gotland       |       | 57.215964, 18.550922 | 11100000000381 | Ladda upp en bild av detta fornminne      |
| Burs 169:14              | Hällristning                     |              | Burs, Gotland       |       | 57.215711, 18.550678 | 11100000000382 | Ladda upp en bild av detta fornminne      |
| Burs 169:15              | Hällristning                     |              | Burs, Gotland       |       | 57.215486, 18.551402 | 11100000000383 | Ladda upp en bild av detta fornminne      |
| Burs 169:16              | Hällristning                     |              | Burs, Gotland       |       | 57.215660, 18.551850 | 11100000000384 | Ladda upp en bild av detta fornminne      |
| Burs 169:17              | Hällristning                     |              | Burs, Gotland       |       | 57.215886, 18.551956 | 11100000000385 | Ladda upp en bild av detta fornminne      |
| Burs 169:18              | Hällristning                     |              | Burs, Gotland       |       | 57.215525, 18.550447 | 11100000000386 | Ladda upp en bild av detta fornminne      |
| Burs 169:19              | Hällristning                     |              | Burs, Gotland       |       | 57.215122, 18.551403 | 11100000000387 | Ladda upp en bild av detta fornminne      |
| Burs 169:20              | Hällristning                     |              | Burs, Gotland       |       | 57.215126, 18.551673 | 11100000000389 | Ladda upp en bild av detta fornminne      |
| Burs 169:21              | Hällristning                     |              | Burs, Gotland       |       | 57.215229, 18.551781 | 11100000000390 | Ladda upp en bild av detta fornminne      |
| Burs 169:22              | Hällristning                     |              | Burs, Gotland       |       | 57.215309, 18.551798 | 11100000000391 | Ladda upp en bild av detta fornminne      |
| Burs 169:23              | Hällristning                     |              | Burs, Gotland       |       | 57.216540, 18.553061 | 11100000000392 | Ladda upp en bild av detta fornminne      |
| Burs 169:24              | Hällristning                     |              | Burs, Gotland       |       | 57.216546, 18.553059 | 11100000000393 | Ladda upp en bild av detta fornminne      |
| Burs 169:25              | Hällristning                     |              | Burs, Gotland       |       | 57.216551, 18.553051 | 11100000000394 | Ladda upp en bild av detta fornminne      |
| Burs 169:26              | Hällristning                     |              | Burs, Gotland       |       | 57.216051, 18.552975 | 11100000000395 | Ladda upp en bild av detta fornminne      |
| Burs 169:27              | Hällristning                     |              | Burs, Gotland       |       | 57.215879, 18.553713 | 11100000000396 | Ladda upp en bild av detta fornminne      |
| Burs 169:28              | Hällristning                     |              | Burs, Gotland       |       | 57.215565, 18.553650 | 11100000000397 | Ladda upp en bild av detta fornminne      |
| Burs 170:1               | Hällristning                     |              | Burs, Gotland       |       | 57.211019, 18.545184 | 11100000000491 | Ladda upp en bild av detta fornminne      |
| Burs 170:2               | Hällristning                     |              | Burs, Gotland       |       | 57.210705, 18.545184 | 11100000000492 | Ladda upp en bild av detta fornminne      |
| Burs 170:3               | Hällristning                     |              | Burs, Gotland       |       | 57.210524, 18.544728 | 11100000000493 | Ladda upp en bild av detta fornminne      |
| Burs 171:1               | Hällristning                     |              | Burs, Gotland       |       | 57.211908, 18.540988 | 11100000000494 | Ladda upp en bild av detta fornminne      |
| Burs 171:2               | Hällristning                     |              | Burs, Gotland       |       | 57.211908, 18.540988 | 11100000000495 | Ladda upp en bild av detta fornminne      |
| Burs 171:3               | Hällristning                     |              | Burs, Gotland       |       | 57.211856, 18.541086 | 11100000000496 | Ladda upp en bild av detta fornminne      |
| Burs 171:4               | Hällristning                     |              | Burs, Gotland       |       | 57.211591, 18.540917 | 11100000000497 | Ladda upp en bild av detta fornminne      |
| Burs 173:1               | Hällristning                     |              | Burs, Gotland       |       | 57.212067, 18.548706 | 11100000000498 | Ladda upp en bild av detta fornminne      |
| Burs 174:1               | Hällristning                     |              | Burs, Gotland       |       | 57.214553, 18.550073 | 11100000000499 | Ladda upp en bild av detta fornminne      |
| Burs 174:2               | Hällristning                     |              | Burs, Gotland       |       | 57.213647, 18.549184 | 11100000000510 | Ladda upp en bild av detta fornminne      |
| Burs 174:3               | Hällristning                     |              | Burs, Gotland       |       | 57.213640, 18.549057 | 11100000000514 | Ladda upp en bild av detta fornminne      |
| Burs 174:4               | Hällristning                     |              | Burs, Gotland       |       | 57.213648, 18.548856 | 11100000000515 | Ladda upp en bild av detta fornminne      |
| Burs 174:5               | Hällristning                     |              | Burs, Gotland       |       | 57.213660, 18.548823 | 11100000000516 | Ladda upp en bild av detta fornminne      |
| Burs 174:6               | Hällristning                     |              | Burs, Gotland       |       | 57.213678, 18.548653 | 11100000000517 | Ladda upp en bild av detta fornminne      |
| Burs 174:7               | Hällristning                     |              | Burs, Gotland       |       | 57.213877, 18.549908 | 11100000000518 | Ladda upp en bild av detta fornminne      |
| Burs 174:8               | Hällristning                     |              | Burs, Gotland       |       | 57.213977, 18.549889 | 11100000000519 | Ladda upp en bild av detta fornminne      |
| Burs 174:9               | Hällristning                     |              | Burs, Gotland       |       | 57.214325, 18.549246 | 11100000000520 | Ladda upp en bild av detta fornminne      |
| Burs 174:10              | Hällristning                     |              | Burs, Gotland       |       | 57.213782, 18.549492 | 11100000000500 | Ladda upp en bild av detta fornminne      |
| Burs 174:11              | Hällristning                     |              | Burs, Gotland       |       | 57.214272, 18.549776 | 11100000000501 | Ladda upp en bild av detta fornminne      |
| Burs 174:12              | Hällristning                     |              | Burs, Gotland       |       | 57.214378, 18.549896 | 11100000000502 | Ladda upp en bild av detta fornminne      |
| Burs 174:13              | Hällristning                     |              | Burs, Gotland       |       | 57.214452, 18.550375 | 11100000000503 | Ladda upp en bild av detta fornminne      |
| Burs 174:14              | Hällristning                     |              | Burs, Gotland       |       | 57.214373, 18.550288 | 11100000000504 | Ladda upp en bild av detta fornminne      |
| Burs 174:15              | Hällristning                     |              | Burs, Gotland       |       | 57.214376, 18.550377 | 11100000000505 | Ladda upp en bild av detta fornminne      |
| Burs 174:16              | Hällristning                     |              | Burs, Gotland       |       | 57.214349, 18.550564 | 11100000000506 | Ladda upp en bild av detta fornminne      |
| Burs 174:17              | Hällristning                     |              | Burs, Gotland       |       | 57.214510, 18.550609 | 11100000000507 | Ladda upp en bild av detta fornminne      |
| Burs 174:18              | Hällristning                     |              | Burs, Gotland       |       | 57.214645, 18.550973 | 11100000000508 | Ladda upp en bild av detta fornminne      |
| Burs 174:19              | Hällristning                     |              | Burs, Gotland       |       | 57.214746, 18.550264 | 11100000000509 | Ladda upp en bild av detta fornminne      |
| Burs 174:20              | Hällristning                     |              | Burs, Gotland       |       | 57.214925, 18.550484 | 11100000000511 | Ladda upp en bild av detta fornminne      |
| Burs 174:21              | Hällristning                     |              | Burs, Gotland       |       | 57.215085, 18.550587 | 11100000000512 | Ladda upp en bild av detta fornminne      |
| Burs 174:22              | Hällristning                     |              | Burs, Gotland       |       | 57.215310, 18.550948 | 11100000000513 | Ladda upp en bild av detta fornminne      |
| Burs 175:1               | Hällristning                     |              | Burs, Gotland       |       | 57.216657, 18.563543 | 11100000000521 | Ladda upp en bild av detta fornminne      |
| Burs 176:1               | Hällristning                     |              | Burs, Gotland       |       | 57.216007, 18.554874 | 11100000000522 | Ladda upp en bild av detta fornminne      |
| Burs 176:2               | Hällristning                     |              | Burs, Gotland       |       | 57.216143, 18.555247 | 11100000000523 | Ladda upp en bild av detta fornminne      |
| Burs 176:3               | Hällristning                     |              | Burs, Gotland       |       | 57.216257, 18.554935 | 11100000000524 | Ladda upp en bild av detta fornminne      |
| Burs 176:4               | Hällristning                     |              | Burs, Gotland       |       | 57.216339, 18.555344 | 11100000000525 | Ladda upp en bild av detta fornminne      |
| Burs 176:5               | Hällristning                     |              | Burs, Gotland       |       | 57.216113, 18.555608 | 11100000000526 | Ladda upp en bild av detta fornminne      |
| Burs 176:6               | Hällristning                     |              | Burs, Gotland       |       | 57.215999, 18.556105 | 11100000000527 | Ladda upp en bild av detta fornminne      |
| Burs 176:7               | Hällristning                     |              | Burs, Gotland       |       | 57.215977, 18.556423 | 11100000000528 | Ladda upp en bild av detta fornminne      |
| Burs 176:8               | Hällristning                     |              | Burs, Gotland       |       | 57.216179, 18.556229 | 11100000000529 | Ladda upp en bild av detta fornminne      |
| Burs 180:1               | Hällristning                     |              | Burs, Gotland       |       | 57.208083, 18.537810 | 10090401800001 | Ladda upp en bild av detta fornminne      |
| Burs 181:1               | Hällristning                     |              | Burs, Gotland       |       | 57.207979, 18.540501 | 11100000000530 | Ladda upp en bild av detta fornminne      |
| Burs 181:2               | Hällristning                     |              | Burs, Gotland       |       | 57.208107, 18.540386 | 11100000000531 | Ladda upp en bild av detta fornminne      |
| Burs 183:1               | Hällristning                     |              | Burs, Gotland       |       | 57.206993, 18.542531 | 11100000000532 | Ladda upp en bild av detta fornminne      |
| Burs 184:1               | Hällristning                     |              | Burs, Gotland       |       | 57.208743, 18.540478 | 11100000000533 | Ladda upp en bild av detta fornminne      |
| Burs 184:2               | Hällristning                     |              | Burs, Gotland       |       | 57.209082, 18.540262 | 11100000000534 | Ladda upp en bild av detta fornminne      |
| Burs 184:3               | Hällristning                     |              | Burs, Gotland       |       | 57.209115, 18.540183 | 11100000000535 | Ladda upp en bild av detta fornminne      |
| Burs 185:1               | Hällristning                     |              | Burs, Gotland       |       | 57.209158, 18.539544 | 11100000000536 | Ladda upp en bild av detta fornminne      |
| Burs 186:1               | Hällristning                     |              | Burs, Gotland       |       | 57.212366, 18.543306 | 11100000000537 | Ladda upp en bild av detta fornminne      |
| Burs 187:1               | Hällristning                     |              | Burs, Gotland       |       | 57.206959, 18.540051 | 11100000000538 | Ladda upp en bild av detta fornminne      |
| Burs 187:2               | Hällristning                     |              | Burs, Gotland       |       | 57.206959, 18.540051 | 11100000000539 | Ladda upp en bild av detta fornminne      |
| Burs 187:3               | Hällristning                     |              | Burs, Gotland       |       | 57.206942, 18.540472 | 11100000000540 | Ladda upp en bild av detta fornminne      |
| Burs 188:1               | Hällristning                     |              | Burs, Gotland       |       | 57.207230, 18.535794 | 11100000000541 | Ladda upp en bild av detta fornminne      |
| Burs 189:1               | Hällristning                     |              | Burs, Gotland       |       | 57.205837, 18.536441 | 11100000000542 | Ladda upp en bild av detta fornminne      |
| Burs 189:2               | Hällristning                     |              | Burs, Gotland       |       | 57.205972, 18.535986 | 11100000000543 | Ladda upp en bild av detta fornminne      |
| Burs 189:3               | Hällristning                     |              | Burs, Gotland       |       | 57.205835, 18.535712 | 11100000000544 | Ladda upp en bild av detta fornminne      |
| Burs 189:4               | Hällristning                     |              | Burs, Gotland       |       | 57.205684, 18.536789 | 11100000000545 | Ladda upp en bild av detta fornminne      |
| Burs 189:5               | Hällristning                     |              | Burs, Gotland       |       | 57.205522, 18.536639 | 11100000000546 | Ladda upp en bild av detta fornminne      |
| Burs 189:6               | Hällristning                     |              | Burs, Gotland       |       | 57.205360, 18.536209 | 11100000000547 | Ladda upp en bild av detta fornminne      |
| Burs 189:7               | Hällristning                     |              | Burs, Gotland       |       | 57.205360, 18.536209 | 11100000000548 | Ladda upp en bild av detta fornminne      |
| Burs 190:1               | Hällristning                     |              | Burs, Gotland       |       | 57.205438, 18.535590 | 11100000000549 | Ladda upp en bild av detta fornminne      |
| Burs 190:2               | Hällristning                     |              | Burs, Gotland       |       | 57.205221, 18.535368 | 11100000000550 | Ladda upp en bild av detta fornminne      |
| Burs 192:1               | Hällristning                     |              | Burs, Gotland       |       | 57.205032, 18.538490 | 11100000000552 | Ladda upp en bild av detta fornminne      |
| Burs 192:2               | Hällristning                     |              | Burs, Gotland       |       | 57.204779, 18.538903 | 11100000000553 | Ladda upp en bild av detta fornminne      |
| Burs 192:3               | Hällristning                     |              | Burs, Gotland       |       | 57.204605, 18.538748 | 11100000000554 | Ladda upp en bild av detta fornminne      |
| Burs 193:1               | Hällristning                     |              | Burs, Gotland       |       | 57.204649, 18.537885 | 11100000000555 | Ladda upp en bild av detta fornminne      |
| Burs 193:2               | Hällristning                     |              | Burs, Gotland       |       | 57.204712, 18.537950 | 11100000000556 | Ladda upp en bild av detta fornminne      |
| Burs 193:3               | Hällristning                     |              | Burs, Gotland       |       | 57.204537, 18.537707 | 11100000000557 | Ladda upp en bild av detta fornminne      |
| Burs 193:4               | Hällristning                     |              | Burs, Gotland       |       | 57.204488, 18.537608 | 11100000000558 | Ladda upp en bild av detta fornminne      |
| Burs 193:5               | Hällristning                     |              | Burs, Gotland       |       | 57.204260, 18.537765 | 11100000000559 | Ladda upp en bild av detta fornminne      |
| Burs 194:1               | Gravfält                         |              | Burs, Gotland       |       | 57.201306, 18.541630 | 10090401940001 | Ladda upp en bild av detta fornminne      |
| Burs 195:1               | Gravfält                         |              | Burs, Gotland       |       | 57.202385, 18.537586 | 10090401950001 | Ladda upp en bild av detta fornminne      |
| Burs 202:1               | Hällristning                     |              | Burs, Gotland       |       | 57.213298, 18.541128 | 11100000000560 | Ladda upp en bild av detta fornminne      |